# Rick Carey
Richard Rick J. Carey, ameriški plavalec, * 13. marec 1963, Mount Kisco, New York.